# Novosedlice (Střekov)
Novosedlice (německy Ober-Sedlitz, Obersedlitz) jsou bývalá samostatná obec v okrese Ústí nad Labem, rozkládající se pod vrchem Sedlo (284 m n. m.) na pravém břehu řeky Labe, na území nynějšího katastru Střekov. Na severozápadě sousedila s obcí Kramoly, na jihu s původní obcí Střekov (Starý Střekov). V letech 1921-1922 byly všechny tři obce sloučeny do jedné pod názvem Střekov, který byl v roce 1936 povýšen na město.

## Historický přehled

### Název
Poprvé jsou Novosedlice (Nowossedliczie villam, villa Nouosedlyczie) zmiňovány v roce 1383 jako ves náležející k hradu a panství Střekov. Další varianty názvu: ves Nowosedlicze, ze vsi Nowosedlicz (1545 (1532)), z Novosedlic (1550), Nobesetlitz (1630), Ober Sedlitz, Sedel (1787), Ober-Sedlitz (1833), Novosedlice, Ober-Sedlitz (1895). Po roce 1882, kdy v souvislosti se založením Schichtovy továrny na mýdlo na území Kramol a Novosedlic došlo k zásadnímu rozvoji obou obcí a ty začaly společně užívat nejen veřejná zařízení, ale měly společné i orgány veřejné správy, objevovaly se již před 1. světovou válkou varianty názvu Novosedlice-Kramoly: Novosedlice-Kramolná, Obersedlitz-Krammel.

### Historie
Ves vznikla v 13. nebo 14. století, kdy obyvatelé usazení u Labe tato místa opustili pro časté povodně a přesídlili pod kopec Sedlo, na křižovatku cest do Kramol, Kojetic a Nové Vsi. Založením byla ves okrouhlice s osmi selskými dvory, jejíž obyvatelé se živili zemědělstvím, ovocnářstvím a vinařstvím. Z počátku se rozrůstala pomalu - v roce 1654 měla jen 13 domů, do roku 1787 vzrostla na 22 domů a v roce 1887 měla jen 36 domů s 292 obyvateli. Od 18. století stála na její návsi (dnes prostor Novosedlického náměstí) barokní kaple Nejsvětější Trojice.
Až do roku 1872 neměly pravobřežní obce dnešního Střekova s levobřežním Ústím mnoho sousedských vztahů. Teprve po výstavbě severozápadní dráhy a dvoupatrového železničního mostu v letech 1871-1872, a v souvislosti s rozvojem lodní plavby, došlo k průmyslové i sociální provázanosti obou částí. Tato infrastruktura byla také jedním z důvodů, které vedly Johanna Schichta v roce 1882 k založení Schichtových závodů na mýdlo na rozhraní obcí Kramoly a Novosedlice. Závod, který měl v roce 1885 deset dělníků a dva úředníky, se začal rychle rozrůstat. Provoz se rozšířil o svíčkárnu, zpracování palmojádra, výrobu vodního skla a další sektory, což vedlo nejen k rozsáhlé stavební činnost, ale i k poptávce po pracovní síle. Schichtovy závody, které zaměstnávaly většinu obyvatel obou obcí a výrazně ovlivnily jejich výstavbu a správu, se staly centrem celého území, na které navazovaly menší podniky z různých odvětví vytvářející mikroregion s vlastním populačním vývojem, který vedl k postupnému nárůstu obyvatel trvajícímu až do počátku první světové války. V roce 1910 měla obec 105 domů s 1391 obyvateli, v roce 1921 to bylo 159 domů s 1848 obyvateli.

### Události a pamětihodnosti
- 18. století - barokní návesní kaple Nejsvětější Trojice, upravená v roce 1927 Paulem Brockardtem na pamětní kapli padlých v první světové válce, zbořená v roce 1968 (v horní části nynějšího Novosedlického náměstí)[7][8][9]
- 1871-1872 - výstavba dvoupatrového železničního mostu Rakouské severozápadní dráhy
- 1882 - založení Schichtových závodů na mýdlo Johannem Schichtem
- 5. 12. 1896 - slavnostně zprovozněno elektrické osvětlení obce vybudované nákladem Schichtových závodů[10]

- 1899-1900 - nákladem Schichtových závodů postaven evangelicko-augsburský Kristův kostel podle projektu Alwina Köhlera v novogotickém slohu, jednolodní, orientovaný, s odsazeným polygonálním presbytářem a západní věží, zbořený 2. července 1966 (stál nedaleko křižovatky dnešních ulic Žukovova a Truhlářská, kde nyní stojí sportovní hala)[11][12][13]
- 1901-1903 - postaven kostel Nejsvětější Trojice, kulturní památka Čeké republiky
- 1904 - u kostela Nejsvětější Trojice zřízena farnost Novosedlice, při slučování obcí v roce 1921 přejmenovaná na farnost Střekov[14]
- 1908 - postavena v Kramolech (Žukovova 546/15, nyní střekovská pošta) obecní radnice pro Kramoly a Novosedlice, po roce 1922 radnice Střekova, kulturní památka České republiky[15]
- 1908; 1911-1913 - výstavba Správní budovy Schichtových závodů podle projektu Josefa Riedla a Hermanna Goedecke ze stavební firmy Alwin Köhler & Co. s prvky secese a art deco, kulturní památka České republiky[16][17]
- 1919-1921 - výstavba dělnické kolonie Schichtových závodů (ulice Kojetická, V třešňové aleji, Na rozhledu, ad.) podle projektu Paula Brockardta[18]